# Avenue Mesrop-Machtots
L'avenue Mesrop-Machtots est une des principales artères de circulation de la capitale arménienne, Erevan. Elle traverse le district central de la ville, le Kentron, du sud — au niveau du pont de la Victoire — au nord, terminant sur le Matenadaran.

## Description
Avec ses 3 voies de circulation dans chaque sens, l'avenue Machtots est l'une des plus larges avenues d'Erevan. Elle longe au sud l'hypercentre de la capitale pour ensuite rejoindre l'Opéra puis traverser la place de France et finir au nord sur le Matenadaran.
Sa partie sud est plutôt calme et peu commerçante alors que plus au nord, là où elle traverse la zone centrale et active de la ville, boutiques, restaurants, bars et cinémas sont en nombre.

## Histoire
Déjà une artère principale sous l'ère soviétique, l'avenue Machtots s'appelait alors Lenini prospect en hommage à Lénine. Une majorité d'Erevanais continue d'ailleurs d'appeler l'avenue par son ancien diminutif, Prospect (avenue en russe).
À l'indépendance du pays en 1991, l'Arménie se débarrasse de tous les symboles communistes, notamment en rebaptisant certaines rues et avenues. L'avenue Lénine est rebaptisée Mesrop Machtots en hommage au moine, créateur de l'alphabet arménien.
En septembre 2006, la place située derrière l'opéra et que traverse l'avenue Machtots est baptisée place de France par les présidents Chirac et Kotcharian.